# Gran Premi d'Àustria del 2021
El Gran Premi d'Àustria de Fórmula 1, la novena cursa de la temporada 2021, és disputa al Red Bull Ring, a Spielberg, Àustria entre els dies 02 a 04 de juliol del 2021.
Durant la primera sessió de entrenaments lliures, els pilots de proves Callum Ilott, Guanyu Zhou i Roy Nissany van substituir els pilots titulars Antonio Giovinazzi, Fernando Alonso i George Russell.

## Qualificació
La qualificació es va celebrar el dia 03 de juliol.
| Pos                 | No | Pilot              | Constructor           | Part 1   | Part 2   | Part 3   | Sortida |
| ------------------- | -- | ------------------ | --------------------- | -------- | -------- | -------- | ------- |
| 1                   | 33 | Max Verstappen     | Red Bull-Honda        | 1:04.249 | 1:03.927 | 1:03.720 | 1       |
| 2                   | 4  | Lando Norris       | McLaren-Mercedes      | 1:04.345 | 1:04.415 | 1:03.768 | 2       |
| 3                   | 11 | Sergio Pérez       | Red Bull-Honda        | 1:04.833 | 1:04.258 | 1:03.990 | 3       |
| 4                   | 44 | Lewis Hamilton     | Mercedes              | 1:04.506 | 1:04.258 | 1:04.014 | 4       |
| 5                   | 77 | Valtteri Bottas    | Mercedes              | 1:04.563 | 1:04.376 | 1:04.049 | 5       |
| 6                   | 10 | Pierre Gasly       | AlphaTauri-Honda      | 1:04.841 | 1:04.412 | 1:04.107 | 6       |
| 7                   | 22 | Yuki Tsunoda       | AlphaTauri-Honda      | 1:04.967 | 1:04.518 | 1:04.273 | 7       |
| 8                   | 5  | Sebastian Vettel   | Aston Martin-Mercedes | 1:04.846 | 1:04.493 | 1:04.570 | 111     |
| 9                   | 63 | George Russell     | Williams-Mercedes     | 1:04.907 | 1:04.553 | 1:04.591 | 8       |
| 10                  | 18 | Lance Stroll       | Aston Martin-Mercedes | 1:04.927 | 1:04.547 | 1:04.618 | 9       |
| 11                  | 55 | Carlos Sainz Jr.   | Ferrari               | 1:04.596 | 1:04.559 |          | 10      |
| 12                  | 16 | Charles Leclerc    | Ferrari               | 1:04.906 | 1:04.600 |          | 12      |
| 13                  | 3  | Daniel Ricciardo   | McLaren-Mercedes      | 1:04.977 | 1:04.719 |          | 13      |
| 14                  | 14 | Fernando Alonso    | Alpine-Renault        | 1:04.472 | 1:04.856 |          | 14      |
| 15                  | 99 | Antonio Giovinazzi | Alfa Romeo-Ferrari    | 1:04.782 | 1:05.083 |          | 15      |
| 16                  | 7  | Kimi Räikkönen     | Alfa Romeo-Ferrari    | 1:05.009 |          |          | 16      |
| 17                  | 31 | Esteban Ocon       | Alpine-Renault        | 1:05.051 |          |          | 17      |
| 18                  | 6  | Nicholas Latifi    | Williams-Mercedes     | 1:05.195 |          |          | 18      |
| 19                  | 47 | Mick Schumacher    | Haas-Ferrari          | 1:05.427 |          |          | 19      |
| 20                  | 9  | Nikita Mazepin     | Haas-Ferrari          | 1:05.951 |          |          | 20      |
| 107% Temps:1:08.746 |    |                    |                       |          |          |          |         |
| Font:               |    |                    |                       |          |          |          |         |

Notes
- ^1 – Sebastian Vettel va ser penalitzat 3 posicions per atrapallar la volta de Fernando Alonso durant el Q2.[5]

## Resultats després de la cursa

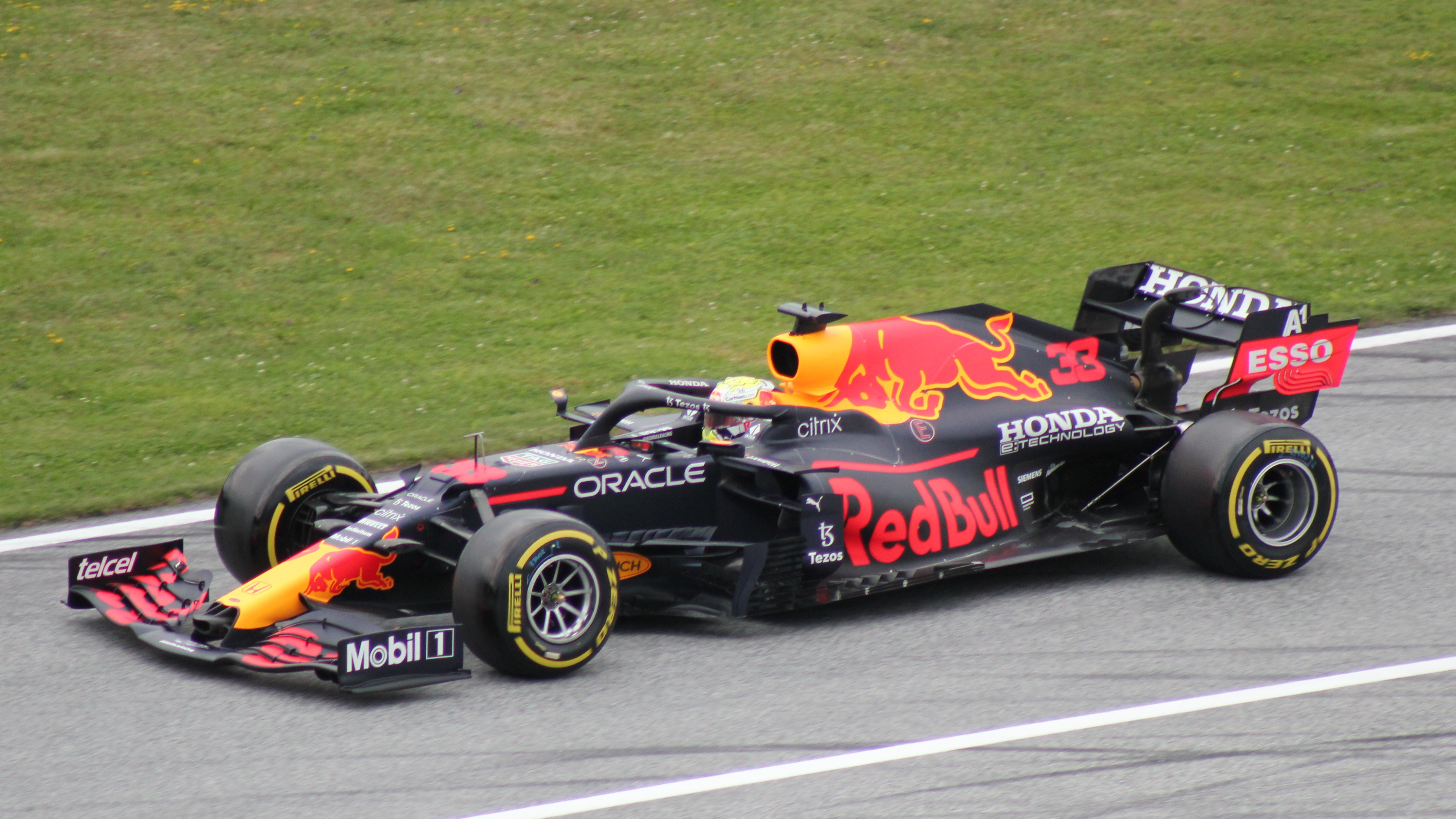
Max Verstappen guanya el gran premi i fa el seu primer Grand Slam en la Fórmula 1.

La cursa va ser realitzada en el dia 04 de juliol.
| Pos                                                                     | No | Pilot              | Constructor           | Voltes | Temps / Retirada | Pos.Sortida | Punts |
| ----------------------------------------------------------------------- | -- | ------------------ | --------------------- | ------ | ---------------- | ----------- | ----- |
| 1                                                                       | 33 | Max Verstappen     | Red Bull-Honda        | 71     | 1:23:54.513      | 1           | 261   |
| 2                                                                       | 77 | Valtteri Bottas    | Mercedes              | 71     | +17.973          | 5           | 18    |
| 3                                                                       | 4  | Lando Norris       | McLaren-Mercedes      | 71     | +35.743          | 2           | 15    |
| 4                                                                       | 44 | Lewis Hamilton     | Mercedes              | 71     | +47.434          | 4           | 12    |
| 5                                                                       | 55 | Carlos Sainz Jr.   | Ferrari               | 70     | +57.144          | 10          | 10    |
| 6                                                                       | 11 | Sergio Pérez       | Red Bull-Honda        | 70     | +57.9152         | 3           | 8     |
| 7                                                                       | 3  | Daniel Ricciardo   | McLaren-Mercedes      | 70     | +1:00.395        | 13          | 6     |
| 8                                                                       | 16 | Charles Leclerc    | Ferrari               | 70     | +1:01.195        | 12          | 4     |
| 9                                                                       | 10 | Pierre Gasly       | AlphaTauri-Honda      | 70     | +1:01.844        | 6           | 2     |
| 10                                                                      | 14 | Fernando Alonso    | Alpine-Renault        | 70     | +1 volta         | 14          | 1     |
| 11                                                                      | 63 | George Russell     | Williams-Mercedes     | 70     | +1 volta         | 8           |       |
| 12                                                                      | 22 | Yuki Tsunoda       | AlphaTauri-Honda      | 70     | +1 volta3        | 7           |       |
| 13                                                                      | 18 | Lance Stroll       | Aston Martin-Mercedes | 70     | +1 volta4        | 9           |       |
| 14                                                                      | 99 | Antonio Giovinazzi | Alfa Romeo-Ferrari    | 70     | +1 volta         | 15          |       |
| 15                                                                      | 7  | Kimi Räikkönen     | Alfa Romeo-Ferrari    | 70     | +1 volta5        | 16          |       |
| 16                                                                      | 6  | Nicholas Latifi    | Williams-Mercedes     | 69     | +1 volta6        | 18          |       |
| 17                                                                      | 5  | Sebastian Vettel   | Aston Martin-Mercedes | 68     | Col·lisió        | 11          |       |
| 18                                                                      | 47 | Mick Schumacher    | Haas-Ferrari          | 68     | +2 voltes        | 19          |       |
| 19                                                                      | 9  | Nikita Mazepin     | Haas-Ferrari          | 36     | +2 voltes7       | 20          |       |
| Ret                                                                     | 31 | Esteban Ocon       | Alpine-Renault        | 0      | Col·lisió        | 7           |       |
| Volta ràpida: Max Verstappen (Red Bull-Honda) – 1:06.200 (en el lap 62) |    |                    |                       |        |                  |             |       |
| Font:                                                                   |    |                    |                       |        |                  |             |       |

Notes
- ^1 – Inclòs 1 punt extra per la volta ràpida.
- ^2 – Sergio Pérez va ser penalitzat en 10 segons per forçar Charles Leclerc a sortir de la pista dues vegades.
- ^3 – Yuki Tsunoda va ser penalitzat en 5 segons per passar de la línia d’entrada als pits.
- ^4 – Lance Stroll va ser penalitzat en 5 segons per superar el límit de velocitat als boxes.
- ^5 – Kimi Räikkönen va ser penalitzat en 20 segons després de col·lidir amb Sebastian Vettel al final de la cursa.
- ^6 – Nicholas Latifi va ser penalitzat en 30 segons per no respectar les banderes grogues.
- ^7 – Nikita Mazepin va ser penalitzat en 30 segons per no respectar les banderes grogues.

## Classificació després de la cursa
| Pos. | Pilot           | Punts | Canvis |
| ---- | --------------- | ----- | ------ |
| 1    | Max Verstappen  | 182   | =      |
| 2    | Lewis Hamilton  | 150   | =      |
| 3    | Sergio Pérez    | 104   | =      |
| 4    | Lando Norris    | 101   | =      |
| 5    | Valtteri Bottas | 92    | =      |

| Pos. | Constructor      | Punts | Canvis |
| ---- | ---------------- | ----- | ------ |
| 1    | Red Bull-Honda   | 286   | =      |
| 2    | Mercedes         | 242   | =      |
| 3    | McLaren-Mercedes | 141   | =      |
| 4    | Ferrari          | 122   | =      |
| 5    | AlphaTauri-Honda | 48    | =      |